# Николо Паганини (филм)
„Николо Паганини“ (на руски: Никколо Паганини) е съветско-български 4-сериен телевизионен игрален филм (исторически, биографичен, драматичен) от 1982 година на режисьора Леонид Менакер, по сценарий на Олег Стукалов-Погодин и Леонид Менакер. Оператор е Владимир Ковзел. Музиката във филма е на Сергей Баневич.
Филмът е посветен на 200 годишнината от рождението на великия цигулар и композитор Николо Паганини (1782 – 1840).

## Сюжет
Внимание:  Текстът по-долу разкрива сюжета на произведението (или части от него)!
Действието се развива в XVIII век.

Юлиус Шмидт, биограф на Николо Паганини, разказва историята на великия италиански композитор и цигулар, за неговото тежко и тъжно детство, за блестящата му кариера, падения, любов и конфликти с католическата църква, опитва се да разбере природата на гения, да разкрие причината за неговите гениални произведения. 

## Актьорски състав
| Роля                               | Изпълнител            |
|                                    | В главните роли       |
| ---------------------------------- | --------------------- |
| Николо Паганини                    | Владимир Мсрян        |
| Паганини като дете                 | Стефан Василев        |
| Юлиус Шмид, магистър по философия  | Алберт Филозов        |
| Антония Бианки                     | Ала Чернова           |
| Дино Киарели                       | Армен Джигарханян     |
| княз Боргезе                       | Владимир Самойлов     |
| Луиджи Джерми, адвокат             | Донатас Банионис      |
|                                    | В ролите              |
| Франтишек                          | Георги Георгиев – Гец |
| Урбино                             | Юрий Катин-Ярцев      |
| Росини                             | Всеволод Шиловски     |
|                                    | Виолета Донева        |
| Антонио Паганини, бащата на Николо | Петър Слабаков        |
|                                    | Валерий Ерьомичев     |
| Венцел                             | Владимир Пицек        |
| Ахило Паганини, синът на Николо    | Габриел Воробьов      |
| Клеменс фон Метерних               | Олгерт Кродерс        |
|                                    | Георги Попов          |
| граф Разумовски                    | Иван Дмитриев         |
| Дида/Карлотта/Крошка               | Ваня Цветкова         |
| Верон                              | Борис Арабов          |
|                                    | Александър Бакгоф     |
|                                    | Серьожа Тимофеев      |
|                                    | Любен Петров          |
| цигулар                            | Александър Романцов   |
| Ребицо                             | Марин Янев            |
| Ектор Берлиоз                      | Юозас Будрайтис       |
|                                    | Райна Василева        |
|                                    | Стефан Илиев          |
| синът на Паганини                  | Юрис Стренга          |
| Джон                               | Витаутас Томкус       |
|                                    | Леонид Коган          |
|                                    | Саулюс Баландис       |
| свещеник                           | Римгаудас Карвялис    |
| Фердинандо Паер                    | Борис Клюев           |
|                                    | Галина Омелченко      |
|                                    | Татяна Маневска       |
| италианец                          | Евгений Бочаров       |
| журналист                          | Александър Бахаревски |
|                                    | Георгий Тейх          |
|                                    | Изил Заблудовски      |

## Любопитни факти
- Първоночално за главната роля Леонид Менакер е искал да покани диригента Юрий Темирканов, но получава категоричен отказ.[1]
- В началото и в края на всяка серия световноизвестния цигулар Леонид Коган изпълнява откъси от произведения на Паганини.
- Текстът на автора зад кадър се чете от Александр Демяненко.
- Сергей Шакуров озвучава Паганини.
- През 1983 година Владимир Мсрян е удостоен с наградата за най-добра мъжка роля на X конкурс ВФТФ.
- Главната музикална тема във филма на композитора Сергей Баневич, става впоследствие популярна песен по стиховете на Татяна Калинина „Път без край“ (на руски: „Дорога без конца“) в изпълнение на Алберт Асадулин.
- Голямата част от филма се снима в България, в градовете Балчик, Несебър, Пловдив, Велико Търново и София, останалата – в Ленинградска област и непосредствено в Ленинград (СССР) и във Вилнюс (Литовска ССР).
- Дворецът на Канцлера в действителност е Шереметевският дворец на Фонтанка.